# Mendig (Verbandsgemeinde)
Mendig est une Verbandsgemeinde (collectivité territoriale) de l'arrondissement de Mayen-Coblence dans la Rhénanie-Palatinat en Allemagne. Le siège de cette Verbandsgemeinde est dans la ville de Mendig.
La Verbandsgemeinde de Mendig consiste en cette liste d'Ortsgemeinden (municipalités locales) :

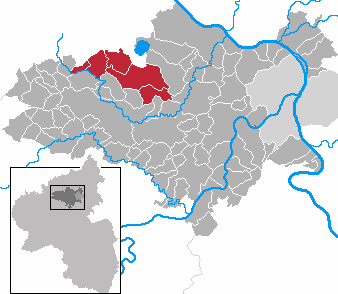
Localisation du Verbandsgemeinde de Mendig dans l'arrondissement de Mayen-Coblence

1. Bell
2. Mendig
3. Rieden
4. Thür
5. Volkesfeld